# Liste der Landschaftsschutzgebiete in Ingolstadt
In Ingolstadt gibt es acht Landschaftsschutzgebiete. (Stand: November 2018)

## Hinweise zu den Angaben in der Tabelle
- Gebietsname: Amtliche Bezeichnung des Schutzgebietes
- Bild/Commons: Bild und Link zu weiteren Bildern aus dem Schutzgebiet
- LSG-ID: Amtliche Nummer des Schutzgebietes
- WDPA-ID: Link zum Eintrag des Schutzgebietes in der World Database on Protected Areas
- Wikidata: Link zum Wikidata-Eintrag des Schutzgebietes
- Ausweisung: Datum der Ausweisung als Schutzgebiet
- Gemeinde(n): Gemeinden, auf denen sich das Schutzgebiet befindet
- Lage: Geografischer Standort
- Fläche: Gesamtfläche des Schutzgebietes in Hektar
- Flächenanteil: Anteilige Flächen des Schutzgebietes in Landkreisen/Gemeinden, Angabe in % der Gesamtfläche
- Bemerkung: Besonderheiten und Anmerkungen

Bis auf die Spalte Lage sind alle Spalten sortierbar.
| Gebietsname                                       | Bild/Commons   | LSG-ID       | WDPA-ID | Wikidata  | Ausweisung | Gemeinde(n) | Lage     | Fläche ha | Flächenanteil | Bemerkung |
| ------------------------------------------------- | -------------- | ------------ | ------- | --------- | ---------- | ----------- | -------- | --------- | --- | --------- |
| LSG Auwald südlich der Donau                      | weitere Bilder | LSG-00344.01 | 395852  | Q59643515 | 1983       |             | Position | 637,62    | Ingolstadt (99,9 %) |           |
| LSG Auwaldreste südlich der Wankelstraße          |                | LSG-00501.01 | 396009  | Q59643775 | 1996       |             | Position | 17,27     | Ingolstadt (100 %) |           |
| LSG Donauschüttlandschaft im Roten Gries          |                | LSG-00545.01 | 396096  | Q59643510 | 2001       |             | Position | 67        | Ingolstadt (100 %) |           |
| LSG Gerolfinger Eichenwald                        | weitere Bilder | LSG-00287.01 | 395765  | Q59643471 | 1977       |             | Position | 772,22    | Ingolstadt (100 %) |           |
| LSG Rankenkomplex westlich von Irgertsheim        |                | LSG-00531.01 | 396064  | Q59643670 | 1999       |             | Position | 3,72      | Ingolstadt (100 %) |           |
| LSG Sandrachaue südwestlich von Unterbrunnenreuth |                | LSG-00559.01 | 396110  | Q59643812 | 2002       |             | Position | 14,94     | Ingolstadt (100 %) |           |
| LSG Zucheringer Wäldchen                          | weitere Bilder | LSG-00345.01 | 395853  | Q59643495 | 1983       |             | Position | 72,42     | Ingolstadt (100 %) |           |
| Schutzzone im Naturpark Altmühltal                | weitere Bilder | LSG-00565.01 | 396115  | Q23787649 | 1995       |             | Position | 163135,05 | Ingolstadt (0,1 %), Landkreis Eichstätt (36,3 %), Landkreis Neuburg-Schrobenhausen (4,0 %), Landkreis Kelheim (8,7 %), Landkreis Neumarkt in der Oberpfalz (8,2 %), Landkreis Regensburg (1,5 %), Landkreis Roth (6,4 %), Landkreis Weißenburg-Gunzenhausen (22,8 %), Landkreis Donau-Ries (11,8 %) |           |